# Liste der Bodendenkmäler in Gesees
Auf dieser Seite sind die Bodendenkmäler in der oberfränkischen Gemeinde Gesees zusammengestellt. Diese Tabelle ist eine Teilliste der Liste der Bodendenkmäler in Bayern. Grundlage ist die Bayerische Denkmalliste, die auf Basis des Bayerischen Denkmalschutzgesetzes vom 1. Oktober 1973 erstmals erstellt wurde und seither durch das Bayerische Landesamt für Denkmalpflege geführt wird. Die folgenden Angaben ersetzen nicht die rechtsverbindliche Auskunft der Denkmalschutzbehörde.

## Bodendenkmäler in Gesees
| Lage                   | Objekt | Akten-Nr.     | Bild           |
| ---------------------- | --- | ------------- | -------------- |
| Kirchweg 11 (Standort) | Archäologische Befunde des Mittelalters und der frühen Neuzeit, darunter solche von Vorgängerbauten und Körperbestattungen, im Bereich der spätmittelalterlichen Kirchenburg von Gesees mit der im Kern spätmittelalterlichen evangelisch-lutherischen Pfarrkirche und ehemaligen Wallfahrtskirche St. Marien. | D-4-6035-0017 | weitere Bilder |
| (Standort)             | Siedlung vor- und frühgeschichtlicher Zeitstellung. | D-4-6035-0071 |                |
| (Standort)             | Karolingisch-ottonisches Reihengräberfeld. | D-4-6135-0003 |                |
| (Standort)             | Frühmittelalterliche Wüstung. | D-4-6135-0004 |                |
| (Standort)             | Bestattungsplatz mit verebneten Grabhügel vorgeschichtlicher Zeitstellung mit Bestattungen der Hallstattzeit. | D-4-6135-0005 |                |